# Hugo Valdés Manríquez
Hugo Valdés Manríquez es un escritor mexicano nacido en Monterrey, Nuevo León, en 1963. Es licenciado en Letras Españolas por la Universidad Regiomontana. La obra de Hugo Valdés tiene una fuerte raigambre en el norte. Los temas que ensaya hablan sobre sucesos específicos del noreste, en particular de la ciudad de Monterrey.

## Biografía
Es narrador y ensayista. Licenciado en Letras Españolas por la Universidad Regiomontana]. Ha sido becario del Centro de Escritores de Nuevo León (1989-1990 y 1992-1993); del Fondo Nacional para la Cultura y las Artes (1995-1996); así como del Fondo Estatal para la Cultura y las Artes de Nuevo León (ensayo, 1997 y novela 2002 y 2006).
Recibió el Premio Universidad Autónoma de Nuevo León a las Artes (UANL, 2007). Medalla al Mérito Cívico Diego de Montemayor 2011. Premio Nuevo León de Literatura 2012. Ganador del Trofeo Regio 14.ª Edición en 2014. Dirigió el Centro de Escritores de Nuevo León en el periodo 2007-2010.
La obra de Valdés Manríquez se encuentra enclavada en textos que nacen a partir de la literatura y en impresiones sobre el norte.

## Obras
Novelas
- The Monterrey News (1990, 2006, 2013)
- Días de nadie (1992, 2003)
- El crimen de la calle Aramberri (1994, 1997, 2003, 2008, 2013)
- La vocación insular (1999)
- Breve teoría del pecado (2013)
- El asesinato de Paulina Lee (2016)
- Los confines del fuego. Diarios de Santiago Vidaurri (2020)

Ensayo
- El laberinto cuentístico de Sergio Pitol (1998;  ganador del Certamen Nacional de Literatura Alfonso Reyes en 1994)
- El laboratorio del crepúsculo y otros ensayos (2002)
- Ocho ensayos sobre narrativa femenina de Nuevo León (2006)
- Reseñas intempestivas. Un corte: 2001-2011 (2012)
- El dueño y el creador. Un acercamiento al dédalo narrativo de Sergio Pitol (2014)